# Dany Silva
Dany Silva (Daniel Pereira da Rocha e Silva) (Cidade da Praia, 4 de Julho de 1946) é um músico, cantor e compositor cabo-verdiano.

## Biografia
Começou a tocar violão ao lado do pai, na Ilha da Boa Vista, Cabo Verde. Mudou-se para Portugal em 1961 para estudar na Escola de Regentes Agrícolas de Santarém, onde se formou como Engenheiro Técnico Agrário.
Foi um dos cantores do grupo Os Charruas. Sete anos depois, entrou para o grupo Quinteto Académico+2, ao lado de Mike Sergeant. Depois passa a actuar com os Four Kings. Em 1979 grava na editora de Bana o single "Feel Good" que chega a ser tocado no programa Rock Em Stock.
Forma a Bandássanhá. O primeiro disco é "Branco, Tinto e Jeropiga" e segue-se "Estou farto". Grava também um máxi-single com as faixas "(Com Elas) Crioula de S. Bento", "(Aqui É) Terra de Fé" e "Pois É... (A Vida)".
O álbum "Lua Vagabunda" é editado em 1986. O disco, com a colaboração de nomes como Rui Veloso e Zé Carrapa, inclui temas como "Banhada" e "Nha Mudjé".
Em finais dos anos 1980, o músico inaugura um espaço chamado Clave de To, frequentado por vários artistas como o músico português Rui Veloso. Até então, tinha gravado apenas em português pela Valentim de Carvalho. Começa a gravar em crioulo cabo-verdiano. Em 1991 é editado o álbum "Sodadi Funaná".
A Valentim de Carvalho lança em 1994 uma antologia com "As Melhores de Dany Silva" com 16 músicas sendo três ineditas.
Em 1996 participa na compilação "Pensa Nisto!... Todos Diferentes Todos Iguais" onde grava "Sodade" com Rui Veloso. Participa ainda no espectáculo "Caminho Longe" do projecto Sons da Lusofonia.
Colabora na banda sonora da Novela "Filha do Mar" conjuntamente com Mafalda Veiga e Dina.
Grava uma versão de "Foi Por Ela" de Fausto.
Em 2004 participa na compilação de homenagem a Amália Rodrigues "A Tribute To Amália" com o tema "Morrinha".
Gravou cerca de seis álbuns em crioulo, mas abertos a músicos portugueses, com duetos com Sérgio Godinho e Carlos do Carmo. Um dos seus próximos projectos é um álbum com regravações das suas canções em dueto com outros artistas.
Participa no projecto "Triângulo do Atlântico" com Pepe Ordás e Vitorino Salomé que lançam o disco "Amor em Adjectivo" em 2012.

## Discografia
- Feel Good/Everything Is Over (Single, Monte Cara, 1979)
- Branco, Tinto e Jeropiga/... Até Que Fura (Single, VC, 1981) - Dany Silva & Bandássanhá
- Já Estou Farto/Não Há-de Ser Nada (Single, VC, jan/1982) Dany Silva & Bandássanhá
- Crioula de S. Bento (Máxi, Vc, 1982) Dany Silva & Bandássanhá
- Lua Vagabunda (LP, EMI, 1986)
- Sodadi Funaná (LP, EMI, 1991)

- Crioulas de S. Bento (Compilação, EMI, 1994)

- Tradiçon (CD, Polygram, 1999)
- Caminho Longi (CD, SaturdayNight/Fantasy Day, 2010)

Colectâneas
- Pensa Nisto!... Todos Diferentes Todos Iguais (1996) - Sodade
- Três Estórias à Lareira (1997) - Tema das descobertas
- Jardim da Bicharada (2006) - Zebra Zulmira
- A Tribute To Amália (2004) - Morrinha

## Ligações Externas
- Página Oficial